# Яблоня хайнаньская
Malus honanensis — вид растений из рода Яблоня (Malus) семейства Розовые (Rosaceae).

## Таксономия
Malus honanensis включён в секцию Sorbomalus рода Malus. В эту секцию также входит яблоня бурая (Malus fusca) и другие виды рода. Вид описан в 1920 году американским ботаником Альфредом Редером. В 1934 году японский ботаник Гэнъити Коидзуми перенёс его в род Sinomalus, позднее включённый в синонимику рода Malus.

## Биологическое описание
Кустарник или небольшое дерево, достигающее 5—7 м в высоту. Молодые побеги опушённые, затем становятся гладкими, красно-коричневыми. Почки красно-коричневого цвета, яйцевидные, чешуйки ворсистые по краю.
Прилистники быстро опадающие, линейно-ланцетной формы, с цельным краем, заострённые, волосистые, мембрановидные, около 6 мм длиной. Черешки листьев опушённые, 1,5—2,5 см длиной, листовые пластинки широкояйцевидной, яйцевидной или эллипсоидальной формы, с сердцевидным, закруглённым или притуплённым основанием, и сверху, и снизу слегка опушённые, с зубчатым краем, 4—7×3,5—6 см.
Соцветия — зонтиковидные щитки 4—6,5 см в диаметре, состоящие из 5—10 цветков. Прицветники рано опадающие, линейно-ланцетные, опушённые, 5—6 мм длиной. Цветоножки тонкие, 1,5—3 см длиной, сначала покрытые пухом, затем становящиеся голыми. Цветки около 1,5 см в диаметре. Чашелистики треугольно-яйцевидной формы, около 2 мм длиной. Лепестки розовато-белого цвета, яйцевидной формы, 7—8 мм длиной. Тычинок около двадцати, почти равных по длине лепесткам. Цветёт в мае, плодоносит в августе–сентябре.
Плоды около 8 мм в диаметре, желтовато-красного цвета, почти шаровидные. Плодоножки 1,5—3 см длиной, гладкие.

## Экология и распространение
Распространён в китайских провинциях Ганьсу, Хэбэй, Хэнань, Хубэй, Шэньси и Шаньси. Произрастает на высоте 800—2600 м над уровнем моря.